# 로맨틱 헤븐
"로맨틱 헤븐"은 2011년에 개봉한 대한민국의 영화이다.

## 캐스팅
- 김수로 : 송민규 역
- 김동욱 : 동지욱 역
- 김지원 : 최미미 역
- 이순재 : 하느님 역
- 심은경 : 소녀 김분 역
- 임원희 : 김 형사 역
- 김준배 : 장허수 역
- 전양자 : 할머니 역
- 김동주 : 미미 엄마 역
- 이문수 :하연 아버지 역
- 이한위 : 사무관 역
- 김병옥 : 맨홀 사내 역
- 김원해 : 박 형사 역
- 이용이 : 노인 김분 역
- 김재건 : 할아버지 역
- 이철민 : 응식 역
- 이은우 : 윤주 역
- 정규수 : 지욱 의사 역
- 이재용 : 미미 의사 역
- 김일웅 : 이강식 역
- 서주애 : 박준희 역
- 한승희 : 간호사 1 역
- 박미라 : 간호사 2 역
- 김다영 : 간호사 3 역
- 이상훈 : 택시회사 부장 역
- 배성일 : 장기협회 남자 역
- 김대령 : 수화 역
- 김찬이 : 인민군 장교 역
- 공호석 : 판사 역
- 김선찬 : 변호인 역
- 이민혁 : 순경 1 역
- 이강빈 : 순경 2 역
- 김준모 : 순경 3 역
- 김준영 : 병원 보안요원 역
- 김수미 : 라디오 DJ 역
- 신현숙 : 천국사람 1 역
- 김도연 : 천국사람 2 역
- 김현정 : 천국사람 3 역
- 김영진 : 천국사람 4 역
- 이태규 : 천국사람 5 역
- 한인규 : 천국사람 6 역
- 최영주 : 아나운서 역
- 장은아 : 환자 1 역
- 채건 : 꼬마 역
- 김종갑 : 회장 역
- 이주현 : 수로 비서 역
- 하미숙 : 맨홀 사내 부인 역
- 서지원 : 정하연 여동생 역
- 이경재 : 김종갑 회장 역
- 김윤섭 : 맨홀 사내아이 1 역
- 정다영 : 맨홀 사내아이 2 역
- 이재순 : 화장터 유가족 역
- 장용복 : 신부 역
- 임도영 : 영정사진 1 역
- 봉숙자 : 영정사진 2 역
- 이예령 : 장례식 상주 역
- 유선 : 염경자 역 (우정출연)
- 한재석 : 스토커남 역 (우정출연)
- 김무열 : 동치성 역 (우정출연)
- 오카와 유 : 정하연 역 (우정출연)